# Micro-cinéma
Un micro-cinéma (japonais : ミニシアター, hepburn : mini shiatā ; littéralement « mini cinéma » ou mini cineplex (bengali : মিনি সিনেপ্লেক্স)), est un type de salle de cinéma indépendant qui n'est pas sous l'influence directe de grandes sociétés cinématographiques. Le micro-cinéma se caractérise par sa taille et sa capacité d'accueil relativement réduites par rapport aux grands cinémas non indépendants, ainsi que par sa programmation, qui comprend généralement des films indépendants ou des films d'art et d'essai.
On trouve des mini-salles dans le monde entier, mais elles sont particulièrement connues au Japon, où elles existent depuis les années 1970. 

## Histoire

### Japon

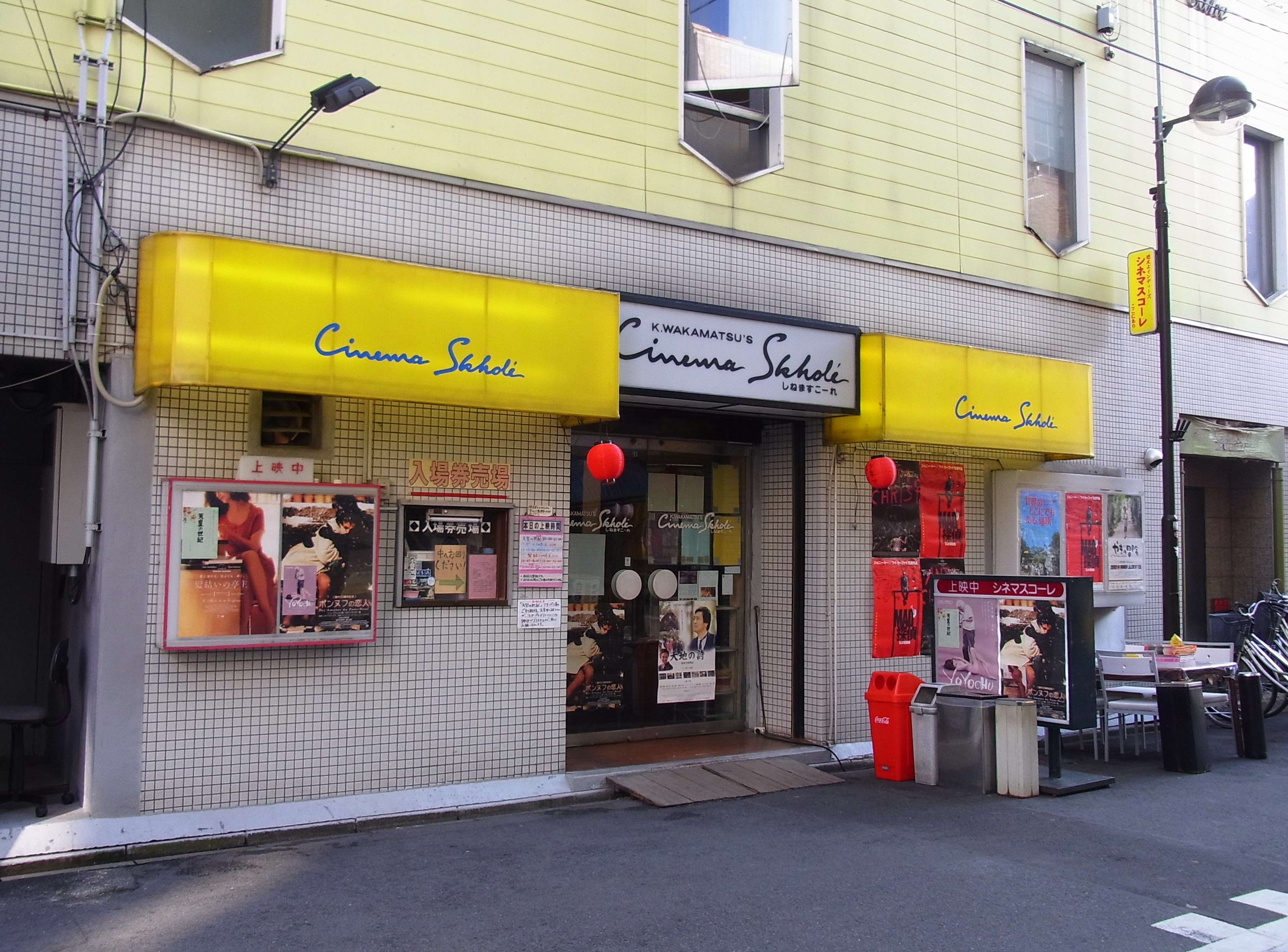
Cinema Skhole, micro-cinéma situé à Nagoya, au Japon.

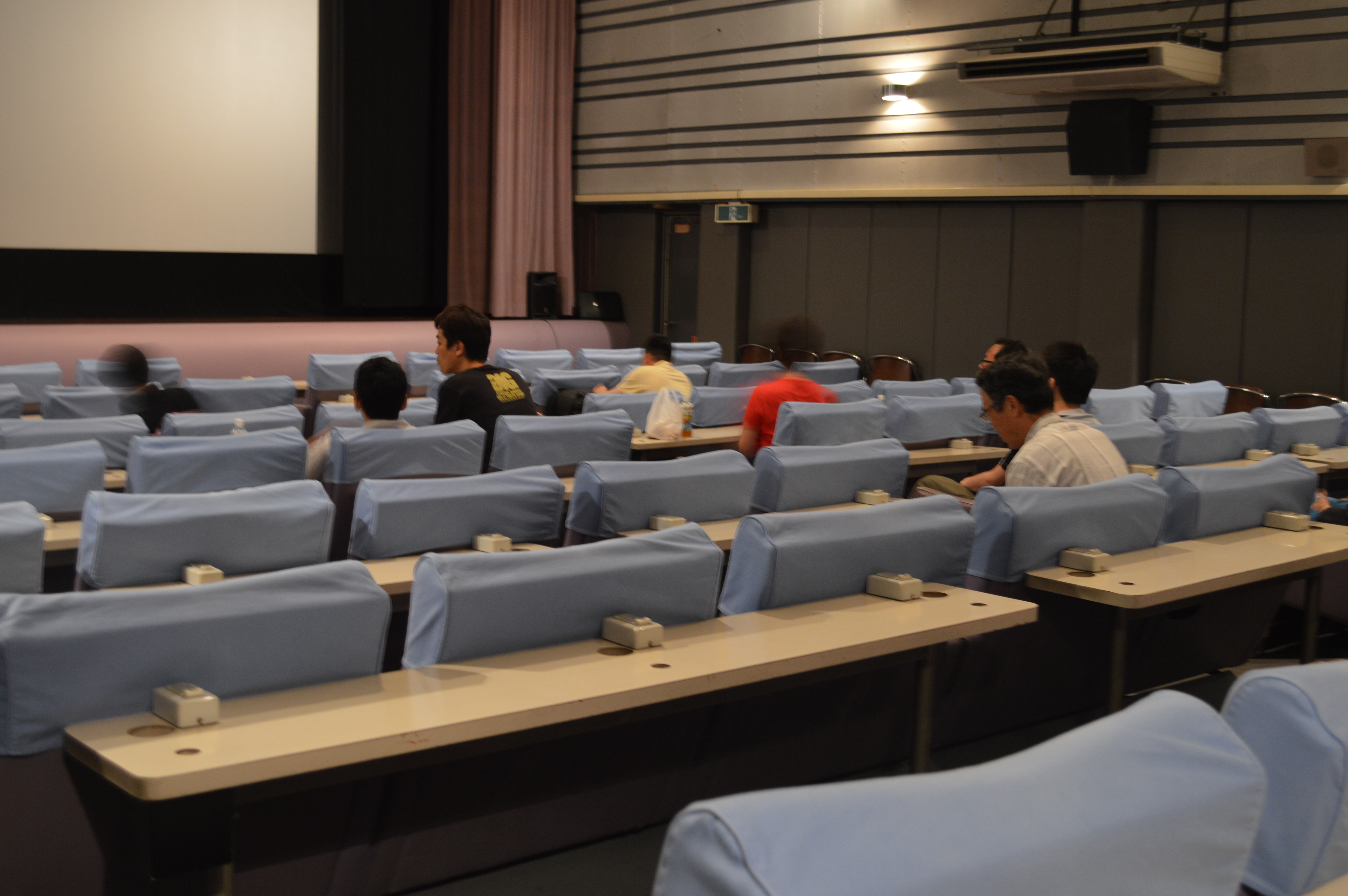
Micro-cinéma d'Hiroshima, vu de l'intérieur.

En 1974, un projet de distribution de films connu sous le nom d'« Équipe de Cinéma » est institué à Iwanami Hall, une salle construite par Iwanami Shoten, à Tokyo, au Japon. Iwanami Hall, qui était à l'origine une salle polyvalente, devient l'une des premières mini-salles de cinéma, pouvant accueillir 220 personnes. Le projet était dirigé par Etsuko Tanakno, directrice générale d'Iwanami Hall, et le producteur de films Kashiko Kawakita, qui cherchaient à projeter des films jugés inappropriés pour une distribution à grande échelle.
Les mini-salles se popularisent dans tout le Japon dans les années 1980. Au cours de cette décennie, les mini-salles projetaient souvent des films européens indépendants et des films d'art et d'essai, tels que les films produits pendant la Nouvelle Vague française, ainsi que des films originaires de Hongrie, de Pologne et de Bulgarie. Les mini-salles projetaient également des films indépendants produits au Japon par des cinéastes japonais relativement peu connus. La popularité des mini-salles se poursuit dans les années 1990, et certains exploitants de mini-salles, tels que le Theatre Shinjuku et Eurospace, commencent à investir dans la production cinématographique.
Plusieurs micro-cinémas de la région métropolitaine de Tokyo ferment à la fin du XXe siècle et au début du XXIe siècle. Le Cine Vivant cesse ses activités en 1999, et le Cine Saison et le Ginza Theatre Cinema ferme respectivement en 2011 et 2013. Le 7 avril 2020, la pandémie de Covid-19 incite le gouvernement japonais à déclarer l'état d'urgence pour Tokyo et six autres préfectures, entraînant la fermeture des salles de cinéma dans tout le pays. En conséquence, les micro-cinémas subissent une baisse significative de leurs revenus.
En réponse à l'impact financier négatif de la pandémie sur les micro-cinémas, les cinéastes japonais organisent des mouvements pour les soutenir,. Les réalisateurs Kōji Fukada et Ryūsuke Hamaguchi lancent une campagne de financement participatif pour aider les micro-cinémas ; la campagne recueille plus de 100 millions de yens de dons en trois jours,,,.

### Bangladesh
Le Bangladesh compte plusieurs mini-salles de cinéma et micro-salles. Le premier micro-cinéma à écran unique est le Momo Inn Cinema, situé dans le Momo Inn Hotel and Resort, Nawdapara, Bogura. Il est créé en 2018 dans le cadre du complexe hôtelier, et ne compte que 54 places. Le premier mini-cinéma du pays est créé en juillet 2018 à Nasirabad, Chittagong, sous le nom de Silver Screen. Ce mini-multiplexe a une capacité de 95 places et combine deux écrans, Platinum, un mini cinéma et Titanium, un micro cinéma. Le premier micro-cinéma à écran unique est CineScope, qui est créé le 20 septembre 2019 à Narayanganj. Ce micro-cinéma parrainé par le gouvernement n'a que 35 places. Un autre micro-cinéma est Roots Cineclub, situé à Sirajganj, ouvre le 22 octobre 2021. Il s'agit également d'un micro-cinéma à écran unique, qui ne dispose que de 22 places. Les autorités de la Chittagong City Corporation ont annoncé la création d'un autre micro-cinéma à Chittagong le 5 décembre 2020. 

### Philippines
En juin 2021, un micro-cinéma et un café connus sous le nom de Cinema '76 Café ouvrent leurs portes à Quezon City.

### Royaume-Uni
En septembre 2020, le fabricant chinois d'électronique grand public Oppo Mobile a ouvert un microcinéma pop-up dans le South Bank de Londres, en Angleterre.

### États-Unis
Le terme « microcinéma » est inventé en 1994 par Rebecca Barten et David Sherman, exploitants du Total Mobile Home MicroCINEMA à San Francisco, et a ensuite été utilisé pour décrire un mouvement mondial de nouveaux petits cinémas de style fait main. Parmi les micro-cinémas américains notables figurent le Spectacle Theater, Light Industry, UnionDocs et le Luminal Theater à New York, ainsi que l'Other Cinema et l'Acropolis Cinema en Californie.